# Kerris Dorsey
Kerris Dorsey, född 9 januari 1998 i Los Angeles, är en amerikansk skådespelare.
Dorsey har bland annat medverkat i TV-serien Ray Donovan (2013–2020). Hon har även medverkat i filmerna Totem från 2017 och Ray Donovan: The Movie från 2022.

## Filmografi (i urval)na
- 2005: Just Like Heaven
- 2011: Moneyball
- 2013–2020: Ray Donovan
- 2017: Totem
- 2022: Ray Donovan: The Movie